# Едвін Іфеані
Едвін Іфеані (фр. Edwin Ifeanyi, нар. 28 квітня 1972) — камерунський футболіст, що грав на позиції півзахисника.
Провів більшу частину своєї кар'єри в Японії, а також зіграв два матчі за національну збірну Камеруну.

## Клубна кар'єра
Розпочав грати у футбол на батьківщині у команді «Превоянс» (Яунде), після чого грав за нижчоліговий французький КОСФ.
1995 року перебрався до Японії, ставши гравцем клубу «Токіо Газ», в якому провів три сезони у другому дивізіоні країни, взявши участь у 72 матчах чемпіонату. Більшість часу, проведеного у складі «Токіо Газ», був основним гравцем команди.
У сезоні 1998 року виступав у Джей-лізі за «Верді Кавасакі», але стати основним гравцем не зумів і наступного сезону повернувся у другий японський дивізіон, де грав за клуби «Омія Ардія», «Ойта Трініта» та «Монтедіо Ямагата».
Наприкінці кар'єри повернувся до Камеруну, де грав за місцеві Расінг (Бафусам) та «Маунт Камерун».

## Виступи за збірну
11 липня 1992 року дебютував в офіційних іграх у складі національної збірної Камеруну в товариському матчі проти Південної Африки (0:1). 3 травня 1994 року провів свою другу гру за збірну проти Південної Кореї (2:2), яка стала для нього останньою.